# NGC天体列表 (1-999)
NGC天体列表索引：1-999 | 1000-1999 | 2000-2999 | 3000-3999 | 4000-4999 | 5000-5999 | 6000-6999 | 7000-7999

## 1─99
- NGC 1 ─ 这是一个漩涡星系，在飞马座
- NGC 2 ─ 这是一个漩涡星系，在飞马座
- NGC 3 ─ 这是一个透镜状星系，在双鱼座
- NGC 4 ─ 这是一个非常黯淡的星系，在双鱼座
- NGC 5 ─ 这是一个椭圆星系，在仙女座
- NGC 6 ─ 这是一个透镜状星系，在仙女座，同时亦是NGC 20
- NGC 7 ─ 这是一个漩涡星系，在玉夫座
- NGC 8 ─ 这是一个双星，在飞马座
- NGC 9 ─ 这是一个罕有的漩涡星系，在飞马座
- NGC 10 ─ 这是一个漩涡星系，在玉夫座
- NGC 11 ─ 这是一个漩涡星系，在仙女座
- NGC 12 ─ 这是一个漩涡星系，在双鱼座
- NGC 13 ─ 这是一个漩涡星系，在仙女座
- NGC 14 ─ 这是一个不规则星系，在飞马座
- NGC 15 ─ 这是一个漩涡星系，在飞马座
- NGC 16 ─ 这是一个漩涡星系，在飞马座
- NGC 17 ─ 这是一个漩涡星系，在鲸鱼座，同时亦是NGC 34
- NGC 18 ─ 这是一个双星，在飞马座
- NGC 19 ─ 这是一个漩涡星系，在仙女座
- NGC 20 ─ 参见NGC 6
- NGC 21 ─ 这是一个漩涡星系，在仙女座，同时亦是NGC 29
- NGC 22 ─ 这是一个漩涡星系，在飞马座
- NGC 23 ─ 这是一个漩涡星系，在飞马座
- NGC 24 ─ 这是一个漩涡星系，在玉夫座
- NGC 25 ─ 这是一个透镜状星系，在凤凰座
- NGC 26 ─ 这是一个漩涡星系，在飞马座
- NGC 27 ─ 这是一个漩涡星系，在仙女座
- NGC 28 ─ 这是一个椭圆星系，在凤凰座
- NGC 29 ─ 参见NGC 21
- NGC 30 ─ 这是一个双星，在飞马座
- NGC 31 ─ 这是一个漩涡星系，在凤凰座
- NGC 32 ─ 这是一个星群，在飞马座
- NGC 33 ─ 这是一个双星，在双鱼座
- NGC 34 ─ 参见NGC 17
- NGC 35 ─ 这是一个漩涡星系，在鲸鱼座
- NGC 36 ─ 这是一个漩涡星系，在双鱼座
- NGC 37 ─ 这是一个透镜状星系，在凤凰座
- NGC 38 ─ 这是一个漩涡星系，在双鱼座
- NGC 39 ─ 这是一个漩涡星系，在仙女座
- NGC 40 ─ 这是一个行星状星云，在仙王座
- NGC 41 ─ 这是一个漩涡星系，在飞马座
- NGC 42 ─ 这是一个星系，在飞马座
- NGC 43 ─ 这是一个透镜状星系，在仙女座
- NGC 44 ─ 这是一个双星，在仙女座
- NGC 45 ─ 这是一个漩涡星系，在鲸鱼座
- NGC 46 ─ 这是一个恒星，在双鱼座
- NGC 47 ─ 这是一个漩涡星系，在鲸鱼座，同时亦是NGC 58
- NGC 48 ─ 这是一个漩涡星系，在仙女座
- NGC 49 ─ 这是一个透镜状星系，在仙女座
- NGC 50 ─ 这是一个椭圆星系，在鲸鱼座
- NGC 51 ─ 这是一个漩涡星系，在仙女座
- NGC 52 ─ 这是一个漩涡星系，在飞马座
- NGC 53 ─ 这是一个棒旋星系，在杜鹃座
- NGC 54 ─ 这是一个漩涡星系，在鲸鱼座
- NGC 55 ─ 这是一个棒旋星系，在玉夫座
- NGC 56 ─ 是一个不存在的NGC天体
- NGC 57 ─ 这是一个椭圆星系，在双鱼座
- NGC 58 ─ 参见NGC 47
- NGC 59 ─ 这是一个漩涡星系，在鲸鱼座
- NGC 60 ─ 这是一个漩涡星系，在双鱼座
- NGC 61 ─ 这是一个透镜状星系，在双鱼座
- NGC 62 ─ 这是一个漩涡星系，在鲸鱼座
- NGC 63 ─ 这是一个漩涡星系，在双鱼座
- NGC 64 ─ 这是一个漩涡星系，在鲸鱼座
- NGC 65 ─ 这是一个星系，在鲸鱼座
- NGC 66 ─ 这是一个漩涡星系，在鲸鱼座
- NGC 67 ─ 这是一个椭圆星系，在仙女座
- NGC 68 ─ 这是一个星系，在仙女座
- NGC 69 ─ 这是一个星系，在仙女座
- NGC 70 ─ 这是一个漩涡星系，在仙女座
- NGC 71 ─ 这是一个星系，在仙女座
- NGC 72 ─ 这是一个漩涡星系，在仙女座
- NGC 73 ─ 这是一个漩涡星系，在鲸鱼座
- NGC 74 ─ 这是一个星系，在仙女座
- NGC 75 ─ 这是一个星系，在双鱼座
- NGC 76 ─ 这是一个星系，在仙女座
- NGC 77 ─ 这是一个星系，在鲸鱼座
- NGC 78 ─ 这是一个漩涡星系，在双鱼座
- NGC 79 ─ 这是一个星系，在仙女座
- NGC 80 ─ 这是一个透镜状星系，在仙女座
- NGC 81 ─ 这是一个星系，在仙女座
- NGC 82 ─ 这是一个恒星，在仙女座
- NGC 83 ─ 这是一个椭圆星系，在仙女座
- NGC 84 ─ 这是一个恒星，在仙女座
- NGC 85 ─ 这是一个星系，在仙女座
- NGC 86 ─ 这是一个星系，在仙女座
- NGC 87 ─ 这是一个不规则星系，在凤凰座，是羅伯特四重星系的一部分
- NGC 88 ─ 这是一个棒旋星系，在凤凰座，是羅伯特四重星系的一部分
- NGC 89 ─ 这是一个棒旋星系，在凤凰座，是羅伯特四重星系的一部分
- NGC 90 ─ 这是一个漩涡星系，在仙女座
- NGC 91 ─ 这是一颗恆星，在仙女座
- NGC 92 ─ 这是一个星系，在凤凰座，是羅伯特四重星系的一部分
- NGC 93 ─ 这是一个星系，在仙女座
- NGC 94 ─ 这是一个星系，在仙女座
- NGC 95 ─ 这是一个星系，在双鱼座
- NGC 96 ─ 这是一个星系，在仙女座
- NGC 97 ─ 这是一个星系，在仙女座
- NGC 98 ─ 这是一个棒旋星系，在凤凰座
- NGC 99 ─ 这是一个漩涡星系，在双鱼座

## 100─199
- NGC 100 ─ 这是一个星系，在双鱼座
- NGC 101 ─ 这是一个漩涡星系，在玉夫座
- NGC 102 ─ 这是一个星系，在鲸鱼座
- NGC 103 ─ 这是一个疏散星团，在仙后座
- NGC 104 ─ 这是一个球状星团，在杜鹃座
- NGC 105 ─ 这是一个星系，在双鱼座
- NGC 106 ─ 这是一个星系，在双鱼座
- NGC 107 ─ 这是一个星系，在鲸鱼座
- NGC 108 ─ 这是一个星系，在仙女座
- NGC 109 ─ 这是一个星系，在仙女座
- NGC 110 ─ 这是一个疏散星团，在仙后座
- NGC 111 ─ 这是一个天体，在鲸鱼座
- NGC 112 ─ 这是一个星系，在仙女座
- NGC 113 ─ 这是一个星系，在鲸鱼座
- NGC 114 ─ 这是一个星系，在鲸鱼座
- NGC 115 ─ 这是一个漩涡星系，在玉夫座
- NGC 116 ─ 这是一个星系，在鲸鱼座
- NGC 117 ─ 这是一个星系，在鲸鱼座
- NGC 118 ─ 这是一个星系，在鲸鱼座
- NGC 119 ─ 这是一个星系，在凤凰座
- NGC 120 ─ 这是一个星系，在鲸鱼座
- NGC 121 ─ 这是一个球状星团，在杜鹃座，亦是小麦哲伦星云的一部分
- NGC 122 ─ 这可能是一颗恒星，在鲸鱼座
- NGC 123 ─ 这是一个星系，在鲸鱼座
- NGC 124 ─ 这是一个星系，在鲸鱼座
- NGC 125 ─ 这是一个星系，在双鱼座
- NGC 126 ─ 这是一个星系，在双鱼座
- NGC 127 ─ 这是一个星系，在双鱼座
- NGC 128 ─ 这是一个星系，在双鱼座
- NGC 129 ─ 一个疏散星团，在仙后座
- NGC 130 ─ 这是一个星系，在双鱼座
- NGC 131 ─ 这是一个星系，在玉夫座
- NGC 132 ─ 这是一个星系，在鲸鱼座
- NGC 133 ─ 一个疏散星团，在仙后座
- NGC 134 ─ 这是一个星系，在玉夫座
- NGC 135 ─ 这是一个星系，在鲸鱼座，同时亦是IC 26
- NGC 136 ─ 一个疏散星团，在仙后座
- NGC 137 ─ 这是一个星系，在双鱼座
- NGC 138 ─ 这是一个星系，在双鱼座
- NGC 139 ─ 这是一个星系，在双鱼座
- NGC 140 ─ 这是一个星系，在仙女座
- NGC 141 ─ 这是一个星系，在双鱼座
- NGC 142 ─ 这是一个星系，在鲸鱼座
- NGC 143 ─ 这是一个星系，在鲸鱼座
- NGC 144 ─ 这是一个星系，在鲸鱼座
- NGC 145 ─ 这是一个星系，在鲸鱼座
- NGC 146 ─ 一个疏散星团，在仙后座
- NGC 147 ─ 这是一个矮椭球星系，在仙后座，同时这是本星系群的一成员
- NGC 148 ─ 这是一个星系，在玉夫座
- NGC 149 ─ 这是一个星系，在仙女座
- NGC 150 ─ 这是一个星系，在玉夫座
- NGC 151 ─ 这是一个星系，在鲸鱼座，同时亦是NGC 153
- NGC 152 ─ 一个疏散星团，在杜鹃座，是小麦哲伦星云的一部分
- NGC 153 ─ 参见NGC 151
- NGC 154 ─ 这是一个星系，在鲸鱼座
- NGC 155 ─ 这是一个星系，在鲸鱼座
- NGC 156 ─ 这是一个双星，在鲸鱼座
- NGC 157 ─ 这是一个星系，在鲸鱼座
- NGC 158 ─ 这是一个双星，在鲸鱼座
- NGC 159 ─ 这是一个星系，在凤凰座
- NGC 160 ─ 这是一个星系，在仙女座
- NGC 161 ─ 这是一个星系，在鲸鱼座
- NGC 162 ─ 这是一颗恒星，在仙女座
- NGC 163 ─ 这是一个星系，在鲸鱼座
- NGC 164 ─ 这是一个星系，在双鱼座
- NGC 165 ─ 这是一个星系，在鲸鱼座
- NGC 166 ─ 这是一个星系，在鲸鱼座
- NGC 167 ─ 这是一个星系，在鲸鱼座
- NGC 168 ─ 这是一个星系，在鲸鱼座
- NGC 169 ─ 这是一个星系，在仙女座
- NGC 170 ─ 这是一个星系，在鲸鱼座
- NGC 171 ─ 这是一个星系，在鲸鱼座，同时亦是NGC 175
- NGC 172 ─ 这是一个星系，在鲸鱼座
- NGC 173 ─ 这是一个星系，在鲸鱼座
- NGC 174 ─ 这是一个漩涡星系，在玉夫座
- NGC 175 ─ 参见NGC 171
- NGC 176 ─ 一个疏散星团，在杜鹃座，是小麦哲伦星云的一部分
- NGC 177 ─ 这是一个星系，在鲸鱼座
- NGC 178 ─ 这是一个星系，在鲸鱼座，同时亦是IC 39
- NGC 179 ─ 这是一个星系，在鲸鱼座
- NGC 180 ─ 这是一个星系，在双鱼座
- NGC 181 ─ 这是一个星系，在仙女座
- NGC 182 ─ 这是一个星系，在双鱼座
- NGC 183 ─ 这是一个星系，在仙女座
- NGC 184 ─ 这是一个星系，在仙女座
- NGC 185 ─ 这是一个矮椭圆星系或是球状星系，在仙后座，同时亦是一个本星系群的一成员
- NGC 186 ─ 这是一个星系，在双鱼座
- NGC 187 ─ 这是一个星系，在鲸鱼座
- NGC 188 ─ 这是一个疏散星团，在仙王座
- NGC 189 ─ 一个疏散星团，在仙后座
- NGC 190 ─ 这是一个星系，在双鱼座
- NGC 191 ─ 这是一个星系，在鲸鱼座
- NGC 192 ─ 这是一个漩涡星系，在鲸鱼座
- NGC 193 ─ 这是一个星系，在双鱼座
- NGC 194 ─ 这是一个星系，在双鱼座
- NGC 195 ─ 这是一个星系，在鲸鱼座
- NGC 196 ─ 这是一个星系，在鲸鱼座
- NGC 197 ─ 这是一个星系，在鲸鱼座
- NGC 198 ─ 这是一个星系，在双鱼座
- NGC 199 ─ 这是一个星系，在双鱼座

## 200─299
- NGC 200 ─ 这是一个星系，在双鱼座
- NGC 201 ─ 这是一个星系，在鲸鱼座
- NGC 202 ─ 这是一个星系，在双鱼座
- NGC 203 ─ 这是一个星系，在双鱼座，可能亦是NGC 211
- NGC 204 ─ 这是一个星系，在双鱼座
- NGC 205 ─ 这是一个椭圆星系，在仙女座，同时这是一个本星系群成员之星系M110
- NGC 206 ─ 这是一个恒星云，在仙女星系
- NGC 207 ─ 这是一个星系，在鲸鱼座
- NGC 208 ─ 这是一个星系，在双鱼座
- NGC 209 ─ 这是一个星系，在鲸鱼座
- NGC 210 ─ 这是一个棒旋星系，在鲸鱼座
- NGC 211 ─ 参见NGC 203
- NGC 212 ─ 这是一个星系，在凤凰座
- NGC 213 ─ 这是一个星系，在双鱼座
- NGC 214 ─ 这是一个星系，在仙女座
- NGC 215 ─ 这是一个星系，在凤凰座
- NGC 216 ─ 这是一个星系，在鲸鱼座
- NGC 217 ─ 这是一个星系，在鲸鱼座
- NGC 218 ─ 这是一个星系，在仙女座
- NGC 219 ─ 这是一个星系，在鲸鱼座
- NGC 220 ─ 这是一个疏散星团，在杜鹃座；是SMC的一部分
- NGC 221 ─ 这是一个椭圆星系，在仙女座；亦是本星系群的一成员M32
- NGC 222 ─ 这是一个疏散星团，在杜鹃座；是SMC的一部分
- NGC 223 ─ 这是一个星系，在鲸鱼座
- NGC 224 ─ M31，仙女座大星系，是本星系群成员中最大的一个
- NGC 225 ─ 这是一个疏散星团，在仙后座
- NGC 226 ─ 这是一个星系，在仙女座
- NGC 227 ─ 这是一个星系，在鲸鱼座
- NGC 228 ─ 这是一个星系，在仙女座
- NGC 229 ─ 这是一个星系，在仙女座
- NGC 230 ─ 这是一个星系，在鲸鱼座
- NGC 231 ─ 这是一个疏散星团，在杜鹃座；是SMC的一部分
- NGC 232 ─ 这是一个星系，在鲸鱼座
- NGC 233 ─ 这是一个星系，在仙女座
- NGC 234 ─ 这是一个星系，在双鱼座
- NGC 235 ─ 这是一个星系，在鲸鱼座
- NGC 236 ─ 这是一个星系，在双鱼座
- NGC 237 ─ 这是一个星系，在鲸鱼座
- NGC 238 ─ 这是一个星系，在凤凰座
- NGC 239 ─ 这是一个星系，在鲸鱼座
- NGC 240 ─ 这是一个星系，在双鱼座
- NGC 241 ─ 这是一个疏散星团，在杜鹃座；SMC的一部分
- NGC 242 ─ 这是一个疏散星团，在杜鹃座；SMC的一部分
- NGC 243 ─ 这是一个星系，在仙女座
- NGC 244 ─ 这是一个星系，在鲸鱼座
- NGC 245 ─ 这是一个星系，在鲸鱼座
- NGC 246 ─ 这是一个行星状星云，在鲸鱼座
- NGC 247 ─ 这是一个中间螺旋星系，在鲸鱼座，同时这是雕具座星系團（Sculptor Group）的一成员
- NGC 248 ─ 这是一个发射星云，在杜鹃座；SMC的一部分
- NGC 249 ─ 这是一个发射星云，在杜鹃座；SMC的一部分
- NGC 250 ─ 这是一个透镜状星系，在双鱼座
- NGC 251 ─ 这是一个星系，在双鱼座
- NGC 252 ─ 这是一个星系，在仙女座
- NGC 253 ─ 这是一个中间螺旋星系，在玉夫座，雕具座星系團（Sculptor Group）成员中最大的一个； 有时被称为银币星系
- NGC 254 ─ 这是一个星系，在玉夫座
- NGC 255 ─ 这是一个星系，在鲸鱼座
- NGC 256 ─ 这是一个疏散星团，在杜鹃座；SMC的一部分
- NGC 257 ─ 这是一个星系，在双鱼座
- NGC 258 ─ 这是一个星系，在仙女座
- NGC 259 ─ 这是一个星系，在鲸鱼座
- NGC 260 ─ 这是一个星系，在仙女座
- NGC 261 ─ 这是一个发射星云，在杜鹃座；SMC的一部分
- NGC 262 ─ 这是一个漩涡星系，在仙女座，同时亦是Mrk 348
- NGC 263 ─ 这是一个星系，在鲸鱼座
- NGC 264 ─ 这是一个星系，在玉夫座
- NGC 265 ─ 这是一个疏散星团，在杜鹃座；SMC的一部分
- NGC 266 ─ 这是一个星系，在双鱼座
- NGC 267 ─ 这是一个疏散星团，在杜鹃座；SMC的一部分
- NGC 268 ─ 这是一个星系，在鲸鱼座
- NGC 269 ─ 这是一个疏散星团，在杜鹃座；SMC的一部分
- NGC 270 ─ 这是一个星系，在鲸鱼座
- NGC 271 ─ 这是一个星系，在鲸鱼座
- NGC 272 ─ 这是一个星群，在仙女座
- NGC 273 ─ 这是一个星系，在鲸鱼座
- NGC 274 ─ 这是一个星系，在鲸鱼座
- NGC 275 ─ 这是一个星系，在鲸鱼座
- NGC 276 ─ 这是一个星系，在鲸鱼座
- NGC 277 ─ 这是一个星系，在鲸鱼座
- NGC 278 ─ 这是一个星系，在仙后座
- NGC 279 ─ 这是一个星系，在鲸鱼座
- NGC 280 ─ 这是一个星系，在仙女座
- NGC 281 ─ 在仙后座带有星云状物质的星团（HII区域），同时亦是Pac─Man吃豆豆星云，香港天文界譯「食鬼星雲」
- NGC 282 ─ 这是一个星系，在双鱼座
- NGC 283 ─ 这是一个星系，在鲸鱼座
- NGC 284 ─ 这是一个星系，在鲸鱼座
- NGC 285 ─ 这是一个星系，在鲸鱼座
- NGC 286 ─ 这是一个星系，在鲸鱼座
- NGC 287 ─ 这是一个星系，在双鱼座
- NGC 288 ─ 这是一个球状星团，在玉夫座
- NGC 289 ─ 这是一个星系，在玉夫座
- NGC 290 ─ 这是一个疏散星团，在杜鹃座；SMC的一部分
- NGC 291 ─ 这是一个星系，在鲸鱼座
- NGC 292 ─ 小麦哲伦星云，这是一个不规则星系，在杜鹃座，同时这是本星系群的一成员
- NGC 293 ─ 这是一个星系，在鲸鱼座
- NGC 294 ─ 这是一个疏散星团，在杜鹃座；SMC的一部分
- NGC 295 ─ 这是一个星系，在双鱼座
- NGC 296 ─ 这是一个星系，在双鱼座
- NGC 297 ─ 这是一个星系，在鲸鱼座
- NGC 298 ─ 这是一个星系，在鲸鱼座
- NGC 299 ─ 这是一个带有星云状物质的星团，在杜鹃座；SMC的一部分

## 300─399
- NGC 300 ─ 这是一个漩涡星系，在玉夫座，同时这是Sculptor Group一成员
- NGC 301 ─ 这是一个星系，在鲸鱼座
- NGC 302 ─ 这是一个恒星，在鲸鱼座
- NGC 303 ─ 这是一个星系，在鲸鱼座
- NGC 304 ─ 这是一个星系，在仙女座
- NGC 305 ─ 这是六颗星组成的星群，在双鱼座
- NGC 306 ─ 这是一个带有星云状物质的星团，在杜鹃座；是SMC的一部分
- NGC 307 ─ 这是一个星系，在鲸鱼座
- NGC 308 ─ 这是一颗恒星，在鲸鱼座
- NGC 309 ─ 这是一个漩涡星系，在鲸鱼座
- NGC 310 ─ 这是一颗恒星，在鲸鱼座
- NGC 311 ─ 这是一个透镜状星系，在双鱼座
- NGC 312 ─ 这是一个星系，在凤凰座
- NGC 313 ─ 这是一个三合星，在双鱼座
- NGC 314 ─ 这是一个棒旋星系，在玉夫座
- NGC 315 ─ 这是一个星系，在双鱼座
- NGC 316 ─ 这是一颗恒星，在双鱼座
- NGC 317 ─（同时亦是NGC 317B）这是一个棒旋星系，在仙女座，与NGC 317A相结合
- NGC 317A ─ 这是一个透镜状星系，在仙女座
- NGC 318 ─ 这是一个星系，在双鱼座
- NGC 319 ─ 这是一个星系，在凤凰座
- NGC 320 ─ 这是一个漩涡星系，在鲸鱼座
- NGC 321 ─ 这是一个星系，在鲸鱼座
- NGC 322 ─ 这是一个星系，在凤凰座
- NGC 323 ─ 这是一个星系，在凤凰座
- NGC 324 ─ 这是一个星系，在凤凰座
- NGC 325 ─ 这是一个星系，在鲸鱼座
- NGC 326 ─ 这是一对相连接的星系，在双鱼座
- NGC 327 ─ 这是一个星系，在鲸鱼座
- NGC 328 ─ 这是一个barred 漩涡星系，在凤凰座
- NGC 329 ─ 这是一个星系，在鲸鱼座
- NGC 330 ─ 这是一个球状星团，在杜鹃座；SMC的一部分
- NGC 331 ─ 不详，可能是MCG-01-03-012（在鲸鱼座的一個星系）
- NGC 332 ─ 这是一个星系，在双鱼座
- NGC 333 ─ 这是一个对星系，在鲸鱼座
- NGC 334 ─ 这是一个漩涡星系，在玉夫座
- NGC 335 ─ 这是一个漩涡星系，在鲸鱼座
- NGC 336 ─ 这是一个星系，在鲸鱼座
- NGC 337 ─ 这是一个漩涡星系，在鲸鱼座
- NGC 338 ─ 这是一个漩涡星系，在双鱼座
- NGC 339 ─ 这是一个球状星团，在杜鹃座；SMC的一部分
- NGC 340 ─ 这是一个漩涡星系，在鲸鱼座
- NGC 341 ─ 这是一个星系，在鲸鱼座
- NGC 342 ─ 这是一个星系，在鲸鱼座
- NGC 343 ─ 这可能是一个星系，在鲸鱼座
- NGC 344 ─ 这是一个星系，在鲸鱼座
- NGC 345 ─ 这是一个漩涡星系，在鲸鱼座
- NGC 346 ─ 这是一个带有星云状物质的星团，在杜鹃座；SMC的一部分
- NGC 347 ─ 这是一个星系，在鲸鱼座
- NGC 348 ─ 这是一个漩涡星系，在凤凰座
- NGC 349 ─ 这是一个星系，在鲸鱼座
- NGC 350 ─ 这是一个星系，在鲸鱼座
- NGC 351 ─ 这是一个星系，在鲸鱼座
- NGC 352 ─ 这是一个星系，在鲸鱼座
- NGC 353 ─ 这是一个barred 漩涡星系，在鲸鱼座
- NGC 354 ─ 这是一个barred 漩涡星系，在双鱼座
- NGC 355 ─ 这是一个星系，在鲸鱼座
- NGC 356 ─ 这是一个漩涡星系，在鲸鱼座
- NGC 357 ─ 这是一个星系，在鲸鱼座
- NGC 358 ─ 这是四颗星组成的星群，在仙后座
- NGC 359 ─ 这是一个星系，在鲸鱼座
- NGC 360 ─ 这是一个漩涡星系，在杜鹃座
- NGC 361 ─ 这是一个星团，在杜鹃座；是SMC的一部分？
- NGC 362 ─ 这是一个球状星团，在杜鹃座
- NGC 363 ─ 这是一个星系，在鲸鱼座
- NGC 364 ─ 这是一个透镜状星系，在鲸鱼座
- NGC 365 ─ 这是一个漩涡星系，在玉夫座
- NGC 366 ─ 这是一个疏散星团，在仙后座
- NGC 367 ─ 这是一个星系，在鲸鱼座
- NGC 368 ─ 这是一个漩涡星系，在凤凰座
- NGC 369 ─ 这是一个漩涡星系，在鲸鱼座
- NGC 370 ─ NGC 372中的两颗星？
- NGC 371 ─ 这是一个带有星云状物质的星团，在杜鹃座；SMC的一部分
- NGC 372 ─ 这是一个三合星，在双鱼座
- NGC 373 ─ 这是一个椭圆星系，在双鱼座
- NGC 374 ─ 这是一个星系，在双鱼座
- NGC 375 ─ 这是一个星系，在双鱼座
- NGC 376 ─ 一个疏散星团，在杜鹃座；SMC的一部分
- NGC 377 ─ 这是一个星系，在鲸鱼座
- NGC 378 ─ 这是一个漩涡星系，在玉夫座
- NGC 379 ─ 这是一个透镜状星系，在双鱼座
- NGC 380 ─ 这是一个椭圆星系，在双鱼座
- NGC 381 ─ 一个疏散星团，在仙后座
- NGC 382 ─ 这是一个椭圆星系，在双鱼座
- NGC 383 ─ 这是一个透镜状星系，在双鱼座
- NGC 384 ─ 这是一个椭圆星系，在双鱼座
- NGC 385 ─ 这是一个椭圆星系，在双鱼座
- NGC 386 ─ 这是一个星系，在双鱼座
- NGC 387 ─ 这是一个椭圆星系，在双鱼座
- NGC 388 ─ 这是一个星系，在双鱼座
- NGC 389 ─ 这是一个透镜状星系，在仙女座
- NGC 390 ─ 这是一个星系，在双鱼座
- NGC 391 ─ 这是一个椭圆星系，在鲸鱼座
- NGC 392 ─ 这是一个星系，在双鱼座
- NGC 393 ─ 这是一个星系，在仙女座
- NGC 394 ─ 这是一个漩涡星系，在双鱼座
- NGC 395 ─ 这是一个带有星云状物质的星团，在杜鹃座；SMC的一部分
- NGC 396 ─ 这是一个星系，在双鱼座
- NGC 397 ─ 这是一个星系，在双鱼座
- NGC 398 ─ 这是一个漩涡星系，在双鱼座
- NGC 399 ─ 这是一个星系，在双鱼座

## 400─499
- NGC 400 ─ 這是雙魚座的一個星系。
- NGC 401 ─ 這是雙魚座的一個星系。
- NGC 402 ─ 這是雙魚座的一個星系。
- NGC 403 ─ 這是雙魚座的一個星系。
- NGC 404 ─ 這是仙女座的一個椭圆星系。
- NGC 405 ─ 這是鳳凰座的一個星系。
- NGC 406 ─ 這是杜鵑座的一個星系。
- NGC 407 ─ 這是雙魚座的一個星系。
- NGC 408 ─ 這是雙魚座的一個星系。
- NGC 409 ─ 這是玉夫座的一個星系。
- NGC 410 ─ 這是雙魚座的一個星系。
- NGC 411 ─ 這是杜鵑座的一個星系。
- NGC 412 ─ 這是鯨魚座的一個單獨的星系。
- NGC 413 ─ 這是鯨魚座的一個星系。
- NGC 414 ─ 這是雙魚座的一個星系。
- NGC 415 ─ 這是玉夫座的一個星系。
- NGC 416 ─ 這是杜鵑座的一個星系。
- NGC 417 ─ 這是鯨魚座的一個星系。
- NGC 418 ─ 這是玉夫座的一個星系。
- NGC 419 ─ 這是杜鵑座的一個星系。
- NGC 420 ─ 這是雙魚座的一個星系。
- NGC 421 ─ 這是雙魚座的一個單獨的星系。
- NGC 422 ─ 這是杜鵑座的一個星系。
- NGC 423 ─ 這是玉夫座的一個星系。
- NGC 424 ─ 這是玉夫座的一個星系。
- NGC 425 ─ 這是仙女座的一個星系。
- NGC 426 ─ 這是鯨魚座的一個星系。
- NGC 427 ─ 這是玉夫座的一個星系。
- NGC 428 ─ 這是鯨魚座的一個被扭曲的，不规则形状的星系。
- NGC 429 ─ 這是鯨魚座的一個星系。
- NGC 430 ─ 這是鯨魚座的一個星系。
- NGC 431 ─ 這是仙女座的一個星系。
- NGC 432 ─ 這是杜鵑座的一個星系。
- NGC 433 ─ 這是仙后座的一個星系。
- NGC 434 ─ 這是杜鵑座的一個星系。
- NGC 434 ─ 這是杜鵑座的一個星系。
- NGC 435 ─ 這是鯨魚座的一個星系。
- NGC 436 ─ 這是仙后座的一個星系。
- NGC 437 ─ 這是雙魚座的一個星系。
- NGC 438 ─ 這是玉夫座的一個星系。
- NGC 439 ─ 這是玉夫座的一個星系。
- NGC 440 ─ 這是杜鵑座的一個星系。
- NGC 441 ─ 這是玉夫座的一個星系。
- NGC 442 ─ 這是鯨魚座的一個星系。
- NGC 443 ─ 這是雙魚座的一個星系。
- NGC 444 ─ 這是雙魚座的一個星系。
- NGC 445 ─ 這是鯨魚座的一個星系。
- NGC 446 ─ 這是雙魚座的一個星系。
- NGC 447 ─ 這是雙魚座的一個星系。
- NGC 448 ─ 這是鯨魚座的一個星系。
- NGC 449 ─ 這是雙魚座的一個星系。
- NGC 450 ─ 這是鯨魚座的一個星系。
- NGC 451 ─ 這是雙魚座的一個星系。
- NGC 452 ─ 這是雙魚座的一個星系。
- NGC 453 ─ 這是雙魚座的一個三星系統。
- NGC 454 ─ 這是鳳凰座的一個星系。
- NGC 455 ─ 這是雙魚座的一個星系。
- NGC 456 ─ 這是杜鵑座的一個彌散星雲。
- NGC 457 ─ 这是一个疏散星团，在仙后座。
- NGC 458 ─ 這是杜鵑座的一個星系。
- NGC 459 ─ 這是雙魚座的一個星系。
- NGC 460 ─ 這是杜鵑座的一個星系。
- NGC 461 ─ 這是玉夫座的一個星系。
- NGC 462 ─ 這是雙魚座的一個星系。
- NGC 463 ─ 這是雙魚座的一個星系。
- NGC 464 ─ 這是仙女座的一個雙星系統。
- NGC 465 ─ 這是杜鵑座的一個星系。
- NGC 466 ─ 這是杜鵑座的一個星系。
- NGC 467 ─ 這是雙魚座的一個星系。
- NGC 468 ─ 這是雙魚座的一個星系。
- NGC 469 ─ 這是雙魚座的一個星系。
- NGC 470 ─ 這是雙魚座的一個漩涡星系。
- NGC 471 ─ 這是雙魚座的一個星系。
- NGC 472 ─ 這是雙魚座的一個星系。
- NGC 473 ─ 這是雙魚座的一個星系。
- NGC 474 ─ 這是雙魚座的一個星系。
- NGC 475 ─ 這是雙魚座的一個星系。
- NGC 476 ─ 這是雙魚座的一個星系。
- NGC 477 ─ 這是仙女座的一個星系。
- NGC 478 ─ 這是鯨魚座的一個星系。
- NGC 479 ─ 這是雙魚座的一個星系。
- NGC 480 ─ 這是鯨魚座的一個星系。
- NGC 481 ─ 這是鯨魚座的一個星系。
- NGC 482 ─ 這是鳳凰座的一個星系。
- NGC 483 ─ 這是雙魚座的一個星系。
- NGC 484 ─ 這是杜鵑座的一個星系。
- NGC 485 ─ 這是雙魚座的一個星系。
- NGC 486 ─ 這是雙魚座的一個雙星系統。
- NGC 487 ─ 這是鯨魚座的一個星系。
- NGC 488 ─ 這是雙魚座的一个紧紧卷绕在一起的漩涡星系，R,ɸ,Z,方向上的速度弥散度之比为1：0.8：0.7。
- NGC 489 ─ 這是雙魚座的一個星系。
- NGC 490 ─ 這是雙魚座的一個星系。
- NGC 491 ─ 這是玉夫座的一個星系。
- NGC 492 ─ 這是雙魚座的一個星系。
- NGC 493 ─ 這是鯨魚座的一個星系。
- NGC 494 ─ 這是雙魚座的一個星系。
- NGC 495 ─ 這是雙魚座的一個星系。
- NGC 496 ─ 這是雙魚座的一個星系。
- NGC 497 ─ 這是鯨魚座的一個星系。
- NGC 498 ─ 這是雙魚座的一個星系。
- NGC 499 ─ 這是雙魚座的一個星系。

## 500─599
- NGC 500 ─ 這是雙魚座的一個星系。
- NGC 501 ─ 這是雙魚座的一個星系。
- NGC 502 ─ 這是雙魚座的一個星系。
- NGC 503 ─ 這是雙魚座的一個星系。
- NGC 504 ─ 這是雙魚座的一個星系。
- NGC 505 ─ 這是雙魚座的一個星系。
- NGC 506 ─ 這是雙魚座的一個星系。
- NGC 507 ─ 這是雙魚座的一個星系。
- NGC 508 ─ 這是雙魚座的一個星系。
- NGC 509 ─ 這是雙魚座的一個星系。
- NGC 510 ─ 這是雙魚座的一個雙星系統。
- NGC 511 ─ 這是雙魚座的一個星系。
- NGC 512 ─ 這是仙女座的一個星系。
- NGC 513 ─ 這是仙女座的一個星系。
- NGC 514 ─ 這是雙魚座的一個遥远的漩涡星系。
- NGC 515 ─ 這是雙魚座的一個星系。
- NGC 516 ─ 這是雙魚座的一個星系。
- NGC 517 ─ 這是雙魚座的一個星系。
- NGC 518 ─ 這是雙魚座的一個星系。
- NGC 519 ─ 這是鯨魚座的一個星系。
- NGC 520 ─ 這是雙魚座的一個星系。因两星系冲撞在一起而被扭曲的，不规则形状的物质。
- NGC 521 ─ 這是鯨魚座的一個星系。
- NGC 522 ─ 這是雙魚座的一個星系。
- NGC 523 ─ 這是仙女座的一個星系。
- NGC 524 ─ 這是雙魚座的一個星系。
- NGC 525 ─ 這是雙魚座的一個星系。
- NGC 526 ─ 這是玉夫座的一個星系。
- NGC 527 ─ 這是玉夫座的一個星系。
- NGC 528 ─ 這是仙女座的一個星系。
- NGC 529 ─ 這是仙女座的一個透镜状星系，是被称为Hickson─10的组的一部分。
- NGC 530 ─ 這是鯨魚座的一個星系。
- NGC 531 ─ 這是仙女座的一個小漩涡星系，是被称为Hickson─10的组的一部分。
- NGC 532 ─ 這是雙魚座的一個星系。
- NGC 533 ─ 這是鯨魚座的一個星系。
- NGC 534 ─ 這是玉夫座的一個星系。
- NGC 535 ─ 這是鯨魚座的一個星系。
- NGC 536 ─ 這是仙女座的一個漩涡星系，是被称为Hickson─10的组的一部分。
- NGC 537 ─ 這是仙女座的一個星系。
- NGC 538 ─ 這是鯨魚座的一個星系。
- NGC 539 ─ 這是鯨魚座的一個星系。
- NGC 540 ─ 這是鯨魚座的一個星系。
- NGC 541 ─ 這是鯨魚座的一個星系。
- NGC 542 ─ 這是仙女座的一個小漩涡星系，是被称为Hickson─10的组的一部分。
- NGC 543 ─ 這是鯨魚座的一個星系。
- NGC 544 ─ 這是玉夫座的一個星系。
- NGC 545 ─ 這是鯨魚座的一個星系。
- NGC 546 ─ 這是玉夫座的一個星系。
- NGC 547 ─ 這是鯨魚座的一個星系。
- NGC 548 ─ 這是鯨魚座的一個星系。
- NGC 549 ─ 這是玉夫座的一個星系。
- NGC 550 ─ 這是鯨魚座的一個星系。
- NGC 551 ─ 這是仙女座的一個星系。
- NGC 552 ─ 這是雙魚座的一個星系。
- NGC 553 ─ 這是雙魚座的一個星系。
- NGC 554 ─ 這是鯨魚座的一個星系。
- NGC 554 ─ 這是鯨魚座的一個星系。
- NGC 555 ─ 這是鯨魚座的一個星系。
- NGC 556 ─ 這是鯨魚座的一個星系。
- NGC 557 ─ 這是鯨魚座的一個星系。
- NGC 558 ─ 這是鯨魚座的一個星系。
- NGC 559 ─ 這是仙后座的一個星系。
- NGC 560 ─ 這是鯨魚座的一個星系。
- NGC 561 ─ 這是仙女座的一個星系。
- NGC 562 ─ 這是仙女座的一個星系。
- NGC 563 ─ 這是鯨魚座的一個星系。
- NGC 564 ─ 這是鯨魚座的一個星系。
- NGC 565 ─ 這是鯨魚座的一個星系。
- NGC 566 ─ 這是雙魚座的一個星系。
- NGC 567 ─ 這是鯨魚座的一個星系。
- NGC 568 ─ 這是玉夫座的一個星系。
- NGC 569 ─ 這是雙魚座的一個星系。
- NGC 570 ─ 這是鯨魚座的一個星系。
- NGC 571 ─ 這是雙魚座的一個星系。
- NGC 572 ─ 這是玉夫座的一個星系。
- NGC 573 ─ 這是仙女座的一個星系。
- NGC 574 ─ 這是玉夫座的一個星系。
- NGC 575 ─ 這是雙魚座的一個星系。
- NGC 576 ─ 這是鳳凰座的一個星系。
- NGC 577 ─ 這是鯨魚座的一個星系。
- NGC 578 ─ 這是鯨魚座的一個星系。
- NGC 579 ─ 這是三角座的一個星系。
- NGC 580 ─ 這是鯨魚座的一個星系。
- NGC 581 ─ 仙后座疏散星團，為M103。
- NGC 582 ─ 這是三角座的一個星系。
- NGC 583 ─ 這是鯨魚座的一個星系。
- NGC 584 ─ 這是鯨魚座的一個星系。
- NGC 585 ─ 這是鯨魚座的一個星系。
- NGC 586 ─ 這是鯨魚座的一個星系。
- NGC 587 ─ 這是三角座的一個星系。
- NGC 588 ─ 這是三角座的一個星系。
- NGC 589 ─ 這是鯨魚座的一個星系。
- NGC 590 ─ 這是仙女座的一個星系。
- NGC 591 ─ 這是仙女座的一個星系。
- NGC 592 ─ 這是三角座的一個星系。
- NGC 593 ─ 這是鯨魚座的一個星系。
- NGC 594 ─ 這是鯨魚座的一個星系。
- NGC 595 ─ 這是三角座的一個彌散星系。
- NGC 596 ─ 這是鯨魚座的一個星系。
- NGC 597 ─ 這是玉夫座的一個星系。
- NGC 598 ─ 這是三角座的一個星系（M33）。
- NGC 599 ─ 這是鯨魚座的一個星系。

## 600─699
- NGC 600 ─ 這是鯨魚座的一個星系。
- NGC 601 ─ 這是鯨魚座的一個星系。
- NGC 602 ─ 這是水蛇座的一個彌散星雲。
- NGC 603 ─ 這是三角座的一個三星系統。
- NGC 604 ─ 這是三角座大的H II区域中的一個星系。
- NGC 605 ─ 這是仙女座的一個星系。
- NGC 606 ─ 這是雙魚座的一個星系。
- NGC 607 ─ 這是鯨魚座的一個雙星系統。
- NGC 608 ─ 這是三角座的一個星系。
- NGC 609 ─ 這是仙后座的一個星系。
- NGC 610 ─ 這是鯨魚座的一個單獨的星系。
- NGC 611 ─ 這是鯨魚座的一個單獨的星系。
- NGC 612 ─ 這是玉夫座的一個星系。
- NGC 613 ─ 這是玉夫座的一個星系。
- NGC 614 ─ 這是三角座的一個星系。
- NGC 615 ─ 這是鯨魚座的一個星系。
- NGC 616 ─ 這是三角座的一個雙星系統。
- NGC 617 ─ 這是鯨魚座的一個星系。
- NGC 618 ─ 這是三角座的一個星系。
- NGC 619 ─ 這是玉夫座的一個星系。
- NGC 620 ─ 這是仙女座的一個星系。
- NGC 621 ─ 這是三角座的一個星系。
- NGC 622 ─ 這是鯨魚座的一個星系。
- NGC 623 ─ 這是玉夫座的一個星系。
- NGC 624 ─ 這是鯨魚座的一個星系。
- NGC 625 ─ 這是鳳凰座的一個星系。
- NGC 626 ─ 這是玉夫座的一個星系。
- NGC 627 ─ 這是三角座的一個星系。
- NGC 628 ─ 這是雙魚座的一個星系，M74。
- NGC 629 ─ 這是仙后座的一個星群。
- NGC 630 ─ 這是玉夫座的一個星系。
- NGC 631 ─ 這是雙魚座的一個星系。
- NGC 632 ─ 這是雙魚座的一個星系。
- NGC 633 ─ 這是玉夫座的一個星系。
- NGC 634 ─ 這是三角座的一個星系。
- NGC 635 ─ 這是鯨魚座的一個星系。
- NGC 636 ─ 這是鯨魚座的一個星系。
- NGC 637 ─ 這是仙后座的一個星系。
- NGC 638 ─ 這是雙魚座的一個星系。
- NGC 639 ─ 這是玉夫座的一個星系。
- NGC 640 ─ 這是鯨魚座的一個星系。
- NGC 641 ─ 這是鳳凰座的一個星系。
- NGC 642 ─ 這是玉夫座的一個星系。
- NGC 643 ─ 這是水蛇座的一個星系。
- NGC 644 ─ 這是鳳凰座的一個星系。
- NGC 645 ─ 這是雙魚座的一個星系。
- NGC 646 ─ 這是水蛇座的一個星系。
- NGC 647 ─ 這是鯨魚座的一個星系。
- NGC 648 ─ 這是鯨魚座的一個星系。
- NGC 649 ─ 這是鯨魚座的一個星系。
- NGC 650 ─ 這是英仙座的一個小啞鈴星雲。
- NGC 651 ─ 這是英仙座的一個星系。
- NGC 652 ─ 這是雙魚座的一個星系。
- NGC 653 ─ 這是三角座的一個星系。
- NGC 654 ─ 這是仙后座的一個星系。
- NGC 655 ─ 這是鯨魚座的一個星系。
- NGC 656 ─ 這是雙魚座的一個星系。
- NGC 657 ─ 這是仙后座的一個星系。
- NGC 658 ─ 這是雙魚座的一個星系。
- NGC 659 ─ 這是仙后座的一個疏散星團。
- NGC 660 ─ 這是雙魚座的一個稀有罕见的"polar ring" 星系。
- NGC 661 ─ 這是三角座的一個星系。
- NGC 662 ─ 這是仙女座的一個星系。
- NGC 663 ─ 這是仙后座的一個星系。
- NGC 664 ─ 這是雙魚座的一個星系。
- NGC 665 ─ 這是雙魚座的一個星系。
- NGC 666 ─ 這是三角座的一個星系。
- NGC 667 ─ 這是鯨魚座的一個星系。
- NGC 668 ─ 這是仙女座的一個星系。
- NGC 669 ─ 這是三角座的一個星系。
- NGC 670 ─ 這是三角座的一個星系。
- NGC 671 ─ 這是白羊座的一個星系。
- NGC 672 ─ 這是三角座的一個漩涡星系。
- NGC 673 ─ 這是白羊座的一個星系。
- NGC 674 ─ 這是白羊座的一個星系。
- NGC 675 ─ 這是白羊座的一個星系。
- NGC 676 ─ 這是雙魚座的一個星系。
- NGC 677 ─ 這是白羊座的一個星系。
- NGC 678 ─ 這是白羊座的一個漩涡星系。
- NGC 679 ─ 這是仙女座的一個星系。
- NGC 680 ─ 這是白羊座的一個椭圆星系。
- NGC 681 ─ 這是鯨魚座的一個漩涡星系，与NGC 4594类似，墨西哥帽星系。
- NGC 682 ─ 這是鯨魚座的一個星系。
- NGC 683 ─ 這是白羊座的一個星系。
- NGC 684 ─ 這是三角座的一個星系。
- NGC 685 ─ 這是波江座的一個星系。
- NGC 686 ─ 這是天爐座的一個星系。
- NGC 687 ─ 這是仙女座的一個星系。
- NGC 688 ─ 這是三角座的一個星系。
- NGC 689 ─ 這是天爐座的一個星系。
- NGC 690 ─ 這是鯨魚座的一個星系。
- NGC 691 ─ 這是白羊座的一個星系。
- NGC 692 ─ 這是鳳凰座的一個星系。
- NGC 693 ─ 這是雙魚座的一個星系。
- NGC 694 ─ 這是白羊座的一個星系。
- NGC 695 ─ 這是白羊座的一個星系。
- NGC 696 ─ 這是天爐座的一個星系。
- NGC 697 ─ 這是白羊座的一個模糊的星系。
- NGC 698 ─ 這是天爐座的一個星系。
- NGC 699 ─ 這是鯨魚座的一個星系。

## 700─799
- NGC 700 ─ 這是仙女座的一個星系。
- NGC 701 ─ 這是鯨魚座的一個星系。
- NGC 702 ─ 這是鯨魚座的一個星系。
- NGC 703 ─ 這是仙女座的一個星系。
- NGC 704 ─ 這是仙女座的一個星系。
- NGC 704 ─ 這是仙女座的一個星系。
- NGC 705 ─ 這是仙女座的一個星系。
- NGC 706 ─ 這是雙魚座的一個星系。
- NGC 707 ─ 這是鯨魚座的一個星系。
- NGC 708 ─ 這是仙女座的一個星系。
- NGC 709 ─ 這是仙女座的一個星系。
- NGC 710 ─ 這是仙女座的一個星系。
- NGC 711 ─ 這是白羊座的一個星系。
- NGC 712 ─ 這是仙女座的一個星系。
- NGC 713 ─ 這是鯨魚座的一個星系。
- NGC 714 ─ 這是仙女座的一個星系。
- NGC 715 ─ 這是鯨魚座的一個星系。
- NGC 716 ─ 這是白羊座的一個星系。
- NGC 717 ─ 這是仙女座的一個星系。
- NGC 718 ─ 這是雙魚座的一個星系。
- NGC 719 ─ 這是白羊座的一個星系。
- NGC 720 ─ 這是鯨魚座的一個星系。
- NGC 721 ─ 這是仙女座的一個星系。
- NGC 722 ─ 這是白羊座的一個星系。
- NGC 723 ─ 這是天爐座的一個星系。
- NGC 724 ─ 這是天爐座的一個星系。
- NGC 725 ─ 這是鯨魚座的一個星系。
- NGC 726 ─ 這是鯨魚座的一個星系。
- NGC 727 ─ 這是天爐座的一個星系。
- NGC 728 ─ 這是雙魚座的一個三星系統。
- NGC 729 ─ 這是天爐座的一個星系。
- NGC 730 ─ 這是雙魚座的一個星系。
- NGC 731 ─ 這是鯨魚座的一個星系。
- NGC 732 ─ 這是仙女座的一個星系。
- NGC 733 ─ 這是三角座的一個星系。
- NGC 734 ─ 這是鯨魚座的一個星系。
- NGC 735 ─ 這是三角座的一個星系。
- NGC 736 ─ 這是三角座的一個星系。
- NGC 737 ─ 這是三角座的一個三星系統。
- NGC 738 ─ 這是三角座的一個星系。
- NGC 739 ─ 這是三角座的一個星系。
- NGC 740 ─ 這是三角座的一個星系。
- NGC 741 ─ 這是雙魚座的一個星系。
- NGC 742 ─ 這是雙魚座的一個星系。
- NGC 743 ─ 這是仙后座的一個星系。
- NGC 744 ─ 這是英仙座的一個星系。
- NGC 745 ─ 這是波江座的一個星系。
- NGC 746 ─ 這是仙女座的一個星系。
- NGC 747 ─ 這是鯨魚座的一個星系。
- NGC 748 ─ 這是鯨魚座的一個星系。
- NGC 749 ─ 這是天爐座的一個星系。
- NGC 750 ─ 這是三角座的一個星系。
- NGC 751 ─ 這是三角座的一個星系。
- NGC 752 ─ 一个疏散星团，在仙女座
- NGC 753 ─ 這是仙女座的一個星系。
- NGC 754 ─ 這是波江座的一個星系。
- NGC 755 ─ 這是鯨魚座的一個星系。
- NGC 756 ─ 這是鯨魚座的一個星系。
- NGC 757 ─ 這是鯨魚座的一個星系。
- NGC 758 ─ 這是鯨魚座的一個星系。
- NGC 759 ─ 這是仙女座的一個星系。
- NGC 760 ─ 這是三角座的一個雙星系統。
- NGC 761 ─ 這是三角座的一個星系。
- NGC 762 ─ 這是鯨魚座的一個星系。
- NGC 763 ─ 這是鯨魚座的一個星系。
- NGC 764 ─ 這是鯨魚座的一個雙星系統。
- NGC 765 ─ 這是白羊座的一個星系。
- NGC 766 ─ 這是雙魚座的一個星系。
- NGC 767 ─ 這是鯨魚座的一個星系。
- NGC 768 ─ 這是鯨魚座的一個星系。
- NGC 769 ─ 這是三角座的一個星系。
- NGC 770 ─ 這是白羊座的一個星系。
- NGC 771 ─ 這是仙后座的一個星系。
- NGC 772 ─ 这是一个模糊的漩涡星系，在白羊座
- NGC 773 ─ 這是鯨魚座的一個星系。
- NGC 774 ─ 這是白羊座的一個星系。
- NGC 775 ─ 這是天爐座的一個星系。
- NGC 776 ─ 這是白羊座的一個星系。
- NGC 777 ─ 這是三角座的一個星系。
- NGC 778 ─ 這是三角座的一個星系。
- NGC 779 ─ 這是鯨魚座的一個星系。
- NGC 780 ─ 這是三角座的一個星系。
- NGC 781 ─ 這是白羊座的一個星系。
- NGC 782 ─ 這是波江座的一個星系。
- NGC 783 ─ 這是三角座的一個星系。
- NGC 784 ─ 這是三角座的一個星系。
- NGC 785 ─ 這是三角座的一個星系。
- NGC 786 ─ 這是白羊座的一個星系。
- NGC 787 ─ 這是鯨魚座的一個星系。
- NGC 788 ─ 這是鯨魚座的一個星系。
- NGC 789 ─ 這是三角座的一個星系。
- NGC 790 ─ 這是鯨魚座的一個星系。
- NGC 791 ─ 這是雙魚座的一個星系。
- NGC 792 ─ 這是白羊座的一個星系。
- NGC 793 ─ 這是三角座的一個雙星系統。
- NGC 794 ─ 這是白羊座的一個星系。
- NGC 795 ─ 這是波江座的一個星系。
- NGC 796 ─ 這是水蛇座的一個星系。
- NGC 797 ─ 這是仙女座的一個星系。
- NGC 798 ─ 這是三角座的一個星系。
- NGC 799 ─ 這是鯨魚座的一個星系。

## 800─899
- NGC 800 ─ 這是鯨魚座的一個星系。
- NGC 801 ─ 這是仙女座的一個星系。
- NGC 802 ─ 這是水蛇座的一個星系。
- NGC 803 ─ 這是白羊座的一個星系。
- NGC 804 ─ 這是三角座的一個星系。
- NGC 805 ─ 這是三角座的一個星系。
- NGC 806 ─ 這是鯨魚座的一個星系。
- NGC 807 ─ 這是三角座的一個星系。
- NGC 808 ─ 這是鯨魚座的一個星系。
- NGC 809 ─ 這是鯨魚座的一個星系。
- NGC 810 ─ 這是白羊座的一個星系。
- NGC 811 ─ 這是鯨魚座的一個星系。
- NGC 812 ─ 這是仙女座的一個星系。
- NGC 813 ─ 這是水蛇座的一個星系。
- NGC 814 ─ 這是鯨魚座的一個星系。
- NGC 815 ─ 這是鯨魚座的一個星系。
- NGC 816 ─ 這是三角座的一個星系。
- NGC 817 ─ 這是白羊座的一個星系。
- NGC 818 ─ 這是仙女座的一個星系。
- NGC 819 ─ 這是三角座的一個星系。
- NGC 820 ─ 這是白羊座的一個星系。
- NGC 821 ─ 這是白羊座的一個星系。
- NGC 822 ─ 這是鳳凰座的一個星系。
- NGC 823 ─ 這是天爐座的一個星系。
- NGC 824 ─ 這是天爐座的一個星系。
- NGC 825 ─ 這是鯨魚座的一個星系。
- NGC 826 ─ 這是三角座的一個星系。
- NGC 827 ─ 這是鯨魚座的一個星系。
- NGC 828 ─ 這是仙女座的一個星系。
- NGC 829 ─ 這是鯨魚座的一個星系。
- NGC 830 ─ 這是鯨魚座的一個星系。
- NGC 831 ─ 這是鯨魚座的一個星系。
- NGC 832 ─ 這是三角座的一個雙星系統。
- NGC 833 ─ 這是鯨魚座的一個星系。
- NGC 834 ─ 這是仙女座的一個星系。
- NGC 835 ─ 這是鯨魚座的一個星系。
- NGC 836 ─ 這是鯨魚座的一個星系。
- NGC 837 ─ 這是鯨魚座的一個星系。
- NGC 838 ─ 這是鯨魚座的一個星系。
- NGC 839 ─ 這是鯨魚座的一個星系。
- NGC 840 ─ 這是鯨魚座的一個星系。
- NGC 841 ─ 這是仙女座的一個星系。
- NGC 842 ─ 這是鯨魚座的一個星系。
- NGC 843 ─ 這是三角座的一個三星系統。
- NGC 844 ─ 這是鯨魚座的一個星系。
- NGC 845 ─ 這是仙女座的一個星系。
- NGC 846 ─ 這是仙女座的一個星系。
- NGC 847 ─ 這是仙女座的一個星系。
- NGC 848 ─ 這是鯨魚座的一個星系。
- NGC 849 ─ 這是鯨魚座的一個星系。
- NGC 850 ─ 這是鯨魚座的一個星系。
- NGC 851 ─ 這是鯨魚座的一個星系。
- NGC 852 ─ 這是波江座的一個星系。
- NGC 853 ─ 這是鯨魚座的一個星系。
- NGC 854 ─ 這是天爐座的一個星系。
- NGC 855 ─ 這是三角座的一個星系。
- NGC 856 ─ 這是鯨魚座的一個星系。
- NGC 857 ─ 這是天爐座的一個星系。
- NGC 858 ─ 這是鯨魚座的一個星系。
- NGC 859 ─ 這是鯨魚座的一個星系。
- NGC 860 ─ 這是三角座的一個星系。
- NGC 861 ─ 這是三角座的一個星系。
- NGC 862 ─ 這是鳳凰座的一個星系。
- NGC 863 ─ 這是鯨魚座的一個星系。
- NGC 864 ─ 这是一个漩涡星系，在鲸鱼座
- NGC 865 ─ 這是三角座的一個星系。
- NGC 866 ─ 這是鯨魚座的一個星系。
- NGC 867 ─ 這是鯨魚座的一個星系。
- NGC 868 ─ 這是鯨魚座的一個星系。
- NGC 869 ─ 一个疏散星团，在英仙座
- NGC 870 ─ 這是白羊座的一個星系。
- NGC 871 ─ 這是白羊座的一個星系。
- NGC 872 ─ 這是鯨魚座的一個星系。
- NGC 873 ─ 這是鯨魚座的一個星系。
- NGC 874 ─ 這是鯨魚座的一個星系。
- NGC 875 ─ 這是鯨魚座的一個星系。
- NGC 876 ─ 這是白羊座的一個星系。
- NGC 877 ─ 这是一个漩涡星系
- NGC 878 ─ 這是鯨魚座的一個星系。
- NGC 879 ─ 這是鯨魚座的一個星系。
- NGC 880 ─ 這是鯨魚座的一個星系。
- NGC 881 ─ 這是鯨魚座的一個星系。
- NGC 882 ─ 這是白羊座的一個星系。
- NGC 883 ─ 這是鯨魚座的一個星系。
- NGC 884 ─ 一个疏散星团，在英仙座
- NGC 885 ─ 這是鯨魚座的一個星系。
- NGC 886 ─ 這是仙后座的一個星系。
- NGC 887 ─ 這是鯨魚座的一個星系。
- NGC 888 ─ 這是時鐘座的一個星系。
- NGC 889 ─ 這是鳳凰座的一個星系。
- NGC 890 ─ 這是三角座的一個星系。
- NGC 891 ─ 这是一个漩涡星系，在仙女座
- NGC 893 ─ 這是鳳凰座的一個星系。
- NGC 894 ─ 這是鯨魚座的一個星系。
- NGC 895 ─ 這是鯨魚座的一個漩涡星系。
- NGC 896 ─ 這是仙后座的一個彌散星雲。
- NGC 897 ─ 這是天爐座的一個星系。
- NGC 898 ─ 這是仙女座的一個星系。
- NGC 899 ─ 這是鯨魚座的一個星系。

## 900─999
- NGC 900 ─ 這是白羊座的一個星系。
- NGC 901 ─ 這是白羊座的一個星系。
- NGC 902 ─ 這是鯨魚座的一個星系。
- NGC 903 ─ 這是白羊座的一個星系。
- NGC 904 ─ 這是白羊座的一個星系。
- NGC 905 ─ 這是鯨魚座的一個星系。
- NGC 906 ─ 這是仙女座的一個星系。
- NGC 907 ─ 這是鯨魚座的一個星系。
- NGC 908 ─ 這是鯨魚座的一個星暴涡星系。
- NGC 909 ─ 這是仙女座的一個星系。
- NGC 910 ─ 這是仙女座的一個星系。
- NGC 911 ─ 這是仙女座的一個星系。
- NGC 912 ─ 這是仙女座的一個星系。
- NGC 913 ─ 這是仙女座的一個星系。
- NGC 914 ─ 這是仙女座的一個星系。
- NGC 915 ─ 這是白羊座的一個星系。
- NGC 916 ─ 這是白羊座的一個星系。
- NGC 917 ─ 這是三角座的一個星系。
- NGC 918 ─ 這是白羊座的一個星系。
- NGC 919 ─ 這是白羊座的一個星系。
- NGC 920 ─ 這是仙女座的一個星系。
- NGC 921 ─ 這是鯨魚座的一個星系。
- NGC 922 ─ 這是天爐座的一個星系。
- NGC 923 ─ 這是仙女座的一個星系。
- NGC 924 ─ 這是白羊座的一個星系。
- NGC 925 ─ 這是三角座的一個漩涡星系。
- NGC 926 ─ 這是鯨魚座的一個星系。
- NGC 927 ─ 這是白羊座的一個星系。
- NGC 928 ─ 這是白羊座的一個星系。
- NGC 929 ─ 這是鯨魚座的一個星系。
- NGC 930 ─ 這是白羊座的一個單獨的星系。
- NGC 931 ─ 這是三角座的一個星系。
- NGC 932 ─ 這是白羊座的一個星系。
- NGC 933 ─ 這是仙女座的一個星系。
- NGC 934 ─ 這是鯨魚座的一個星系。
- NGC 935 ─ 這是白羊座的一個星系。
- NGC 936 ─ 這是鯨魚座的一個星系。
- NGC 937 ─ 這是仙女座的一個星系。
- NGC 938 ─ 這是白羊座的一個星系。
- NGC 939 ─ 這是波江座的一個星系。
- NGC 940 ─ 這是三角座的一個星系。
- NGC 941 ─ 這是鯨魚座的一個星系。
- NGC 942 ─ 這是鯨魚座的一個星系。
- NGC 943 ─ 這是鯨魚座的一個星系。
- NGC 944 ─ 這是鯨魚座的一個星系。
- NGC 945 ─ 這是鯨魚座的一個漩涡星系。
- NGC 946 ─ 這是仙女座的一個星系。
- NGC 947 ─ 這是鯨魚座的一個星系。
- NGC 948 ─ 這是鯨魚座的一個星系。
- NGC 949 ─ 這是三角座的一個星系。
- NGC 950 ─ 這是鯨魚座的一個星系。
- NGC 951 ─ 這是鯨魚座的一個星系。
- NGC 952 ─ 這是三角座的一個單獨的星系。
- NGC 953 ─ 這是三角座的一個星系。
- NGC 954 ─ 這是波江座的一個星系。
- NGC 955 ─ 這是鯨魚座的一個星系。
- NGC 956 ─ 這是仙女座的一個星系。
- NGC 957 ─ 這是英仙座的一個星系。
- NGC 958 ─ 這是鯨魚座的一個星系。
- NGC 959 ─ 這是三角座的一個星系。
- NGC 960 ─ 這是鯨魚座的一個星系。
- NGC 961 ─ 這是鯨魚座的一個星系。
- NGC 962 ─ 這是白羊座的一個星系。
- NGC 963 ─ 這是鯨魚座的一個星系。
- NGC 964 ─ 這是天爐座的一個星系。
- NGC 965 ─ 這是鯨魚座的一個星系。
- NGC 966 ─ 這是鯨魚座的一個星系。
- NGC 967 ─ 這是鯨魚座的一個星系。
- NGC 968 ─ 這是三角座的一個星系。
- NGC 969 ─ 這是三角座的一個星系。
- NGC 970 ─ 這是三角座的一個星系。
- NGC 971 ─ 這是三角座的一個星系。
- NGC 972 ─ 這是白羊座的一個模糊的星系。
- NGC 973 ─ 這是三角座的一個漩涡星系。
- NGC 974 ─ 這是三角座的一個星系。
- NGC 975 ─ 這是鯨魚座的一個星系。
- NGC 976 ─ 這是白羊座的一個星系。
- NGC 977 ─ 這是鯨魚座的一個星系。
- NGC 978 ─ 這是三角座的一個星系。
- NGC 978A ─ 這是三角座的一個星系。
- NGC 978B ─ 這是三角座的一個星系。
- NGC 979 ─ 這是波江座的一個星系。
- NGC 980 ─ 這是仙女座的一個星系。
- NGC 981 ─ 這是鯨魚座的一個星系。
- NGC 982 ─ 這是仙女座的一個星系。
- NGC 983 ─ 這是三角座的一個星系。
- NGC 984 ─ 這是白羊座的一個星系。
- NGC 985 ─ 這是鯨魚座的一個环状星系。
- NGC 986 ─ 這是天爐座的一個星系。
- NGC 986 ─ 這是天爐座的一個星系。
- NGC 987 ─ 這是三角座的一個星系。
- NGC 988 ─ 這是鯨魚座的一個星系。
- NGC 989 ─ 這是鯨魚座的一個星系。
- NGC 990 ─ 這是白羊座的一個星系。
- NGC 991 ─ 這是鯨魚座的一個星系。
- NGC 992 ─ 這是白羊座的一個星系。
- NGC 993 ─ 這是鯨魚座的一個星系。
- NGC 994 ─ 這是鯨魚座的一個星系。
- NGC 995 ─ 這是仙女座的一個星系。
- NGC 996 ─ 這是仙女座的一個星系。
- NGC 997 ─ 這是鯨魚座的一個星系。
- NGC 998 ─ 這是鯨魚座的一個星系。
- NGC 999 ─ 這是仙女座的一個星系。